# Warau seerusuman
Warau seerusuman (Nhật: 笑ゥせぇるすまん Hepburn: Người bán hàng cười) là một loạt truyện tranh của Fujiko A. Fujio. Vào tháng 6 năm 1999, truyện tranh này đã bán hơn 3,5 triệu bản chỉ tính riêng ở Nhật Bản.